# Voskovka Colemannova
Voskovka Colemannova (Cuphophyllus colemannianus) je vzácný druh houby z čeledi šťavnatkovité (Hygrophoraceae). V Červeném seznamu hub České republiky je druh uveden jako kriticky ohrožený.

## Popis
Klobouk v průměru dorůstá 2-6 cm, v mládí kuželovitý tvarem postupně přechází na zvoncovitý až ploše rozložený, přičemž vyniká velký středový hrbol. Pokožka je oranžovo či červenohnědá, po obvodu vybledlá, suchá až lepkavá.
Lupeny jsou bílé, postupně lehce hnědnou, u třeně sbíhavé, na klobouku řídce uspořádané a příčně propojené. Výtrusný prach je bílý.
Třeň je 2-5 cm dlouhý, suchý, bílý až nahnědlý, válcovitý, báze může být lehce zúžená.
Křehká, tenká, bílá dužnina je chuťově mírná, voní nevýrazně, u starších plodnic po slanečcích.

## Užití
Poživatelný, ale pro svou vzácnost pro konzumaci bezvýznamný druh.

## Ekologie
V podzimních měsících roste tato voskovka vzácně na nehnojených, zásaditých a spíše suchých travnatých plochách (louky, pastviny,..).

## Rozšíření
Výskyt druhu byl popsán v Severní Americe, Evropě, Číně a na Islandu.

## Galerie

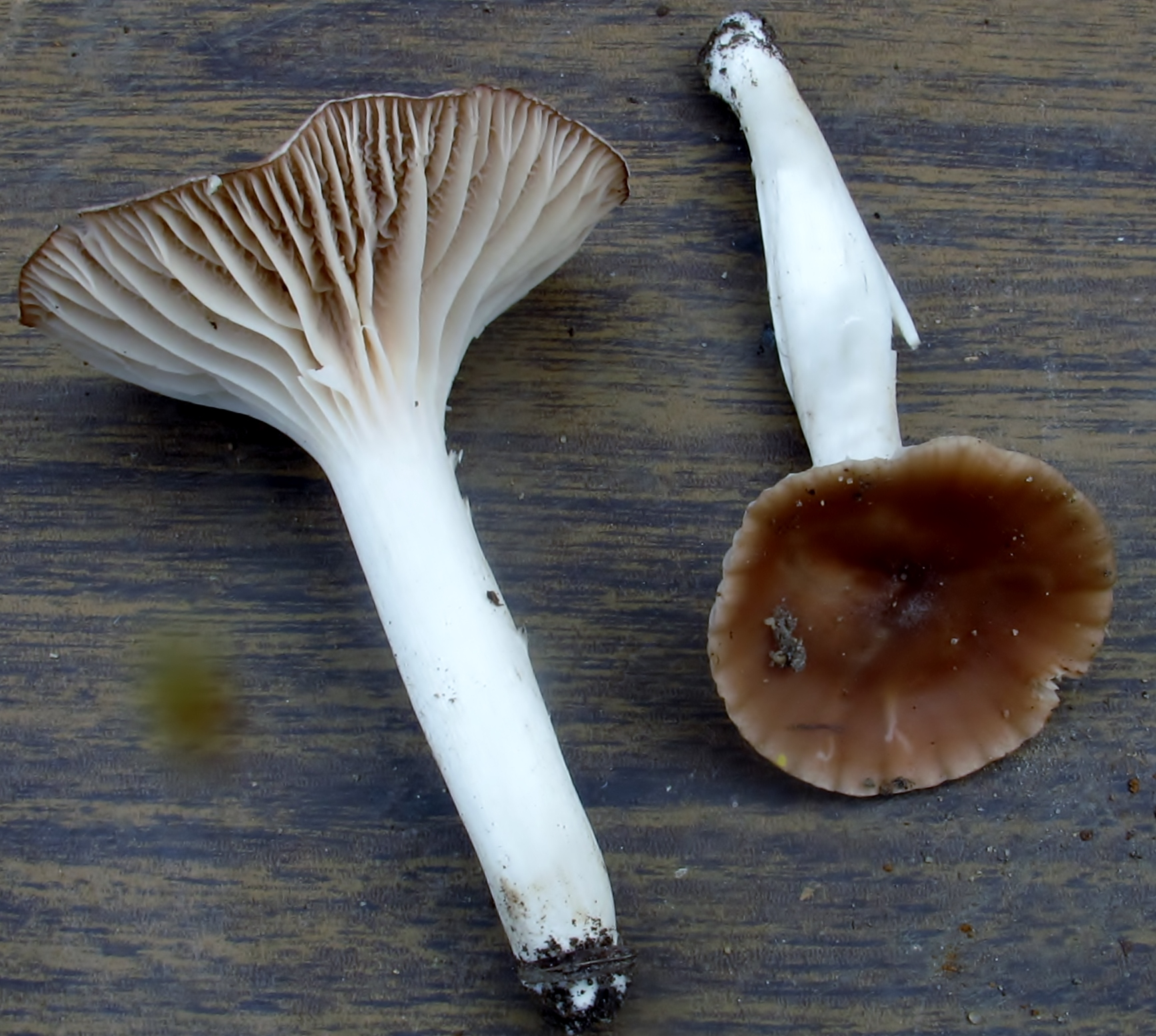
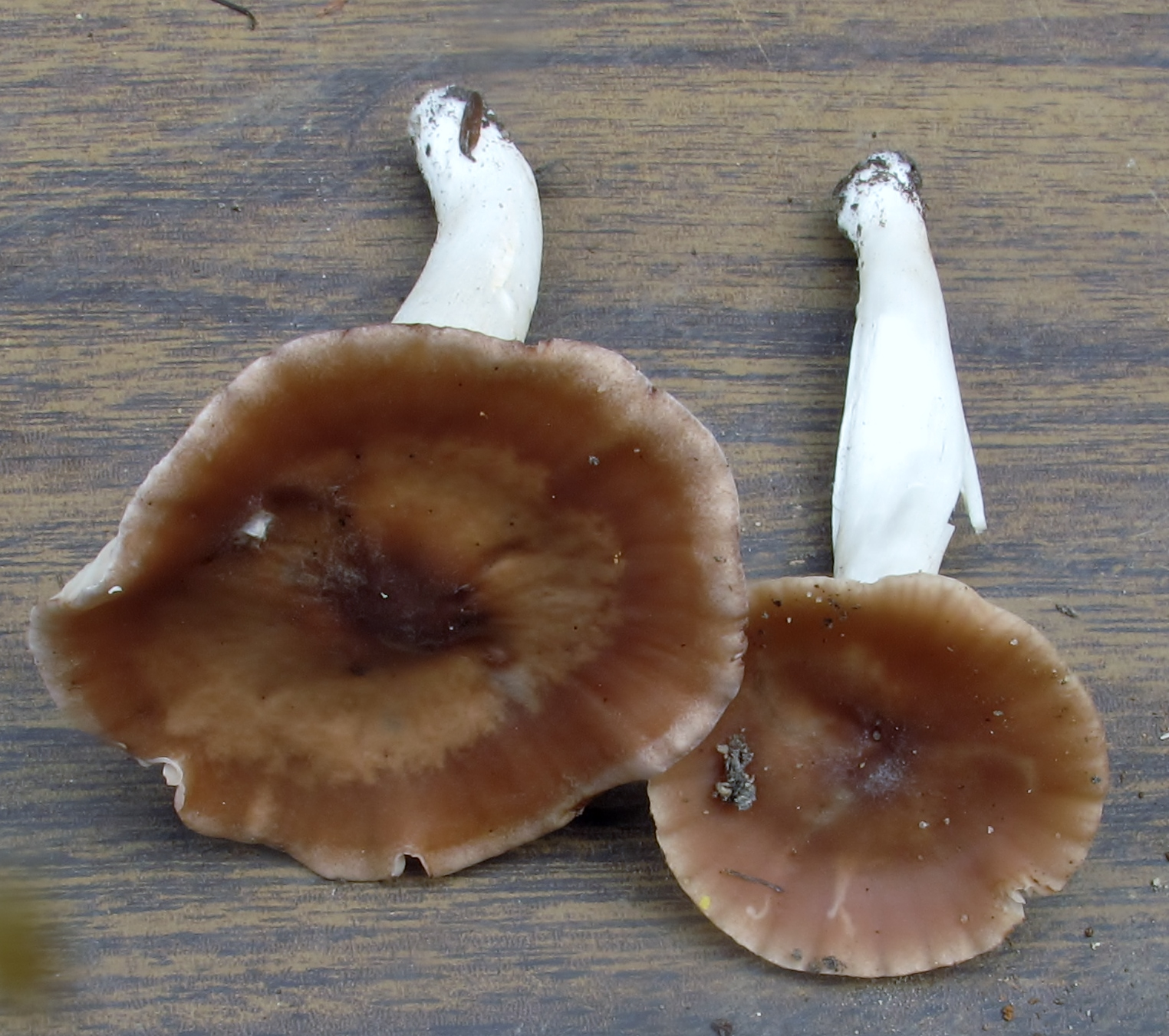
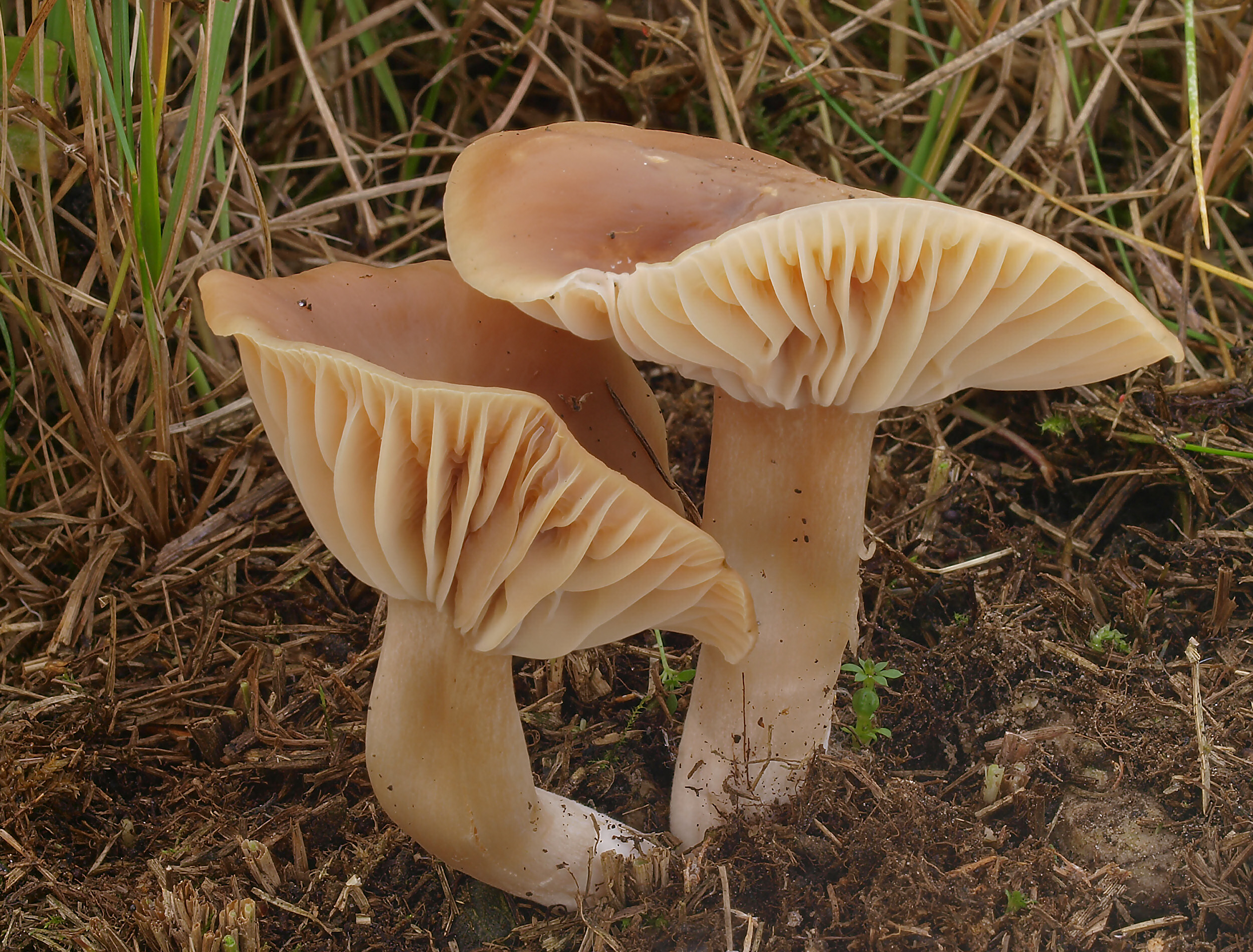
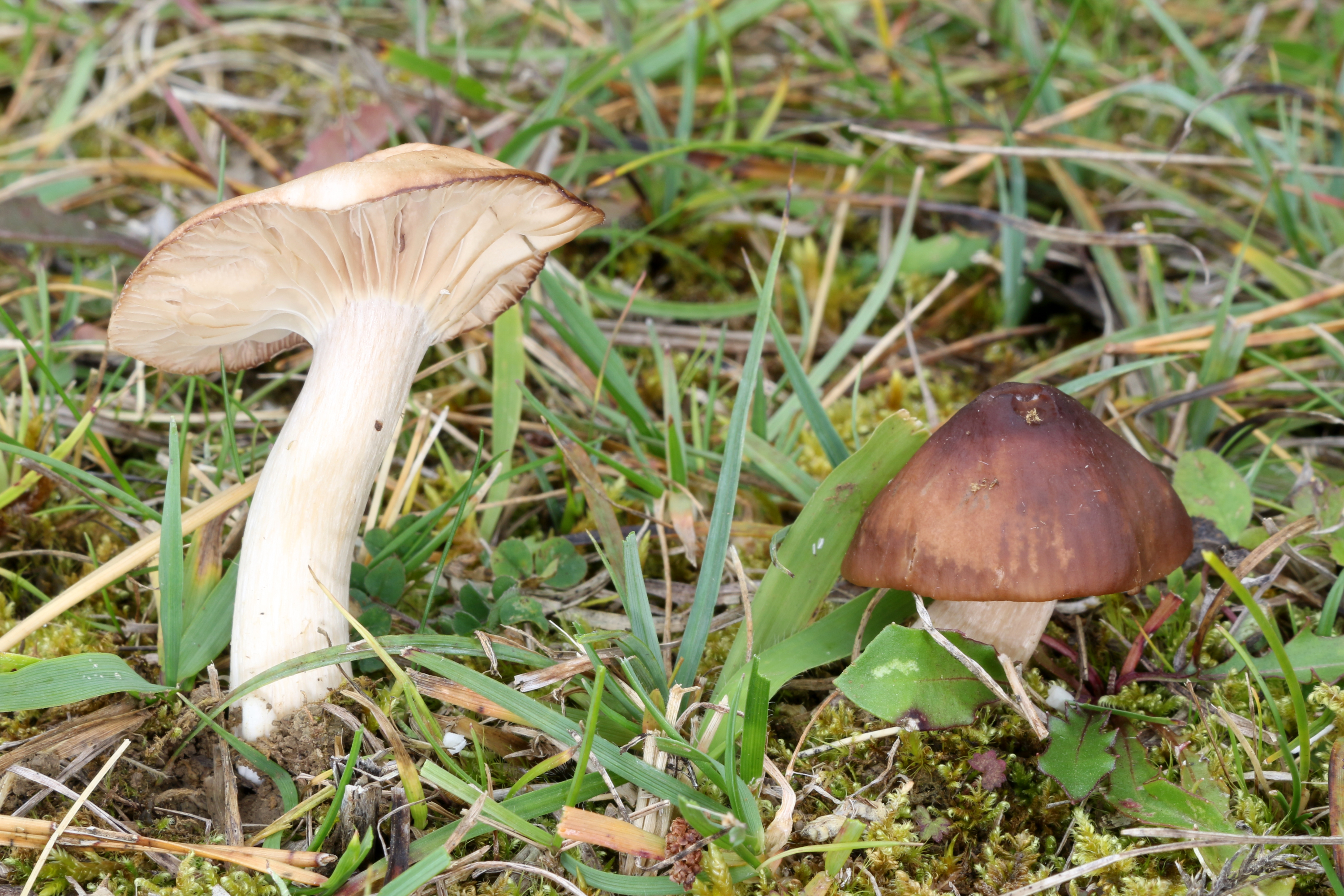

## Možnost záměny
- Voskovka luční (Cuphophyllus pratensis)
- Voskovka panenská nahnědlá (Cuphophyllus virgineus var. fuscescens)